# Megalomyrmex adamsae
Megalomyrmex adamsae là một loài kiến trong phân họ Myrmicinae. Loài này thường tìm thấy ở Panama, rất giống với loài M. symmetochus, tìm thấy từ Costa Rica đến Panama.